# Memo Morales

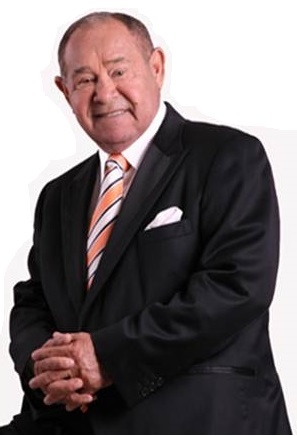
Memo Morales

Guillermo Enrique Morales Portillo (Memo Morales; * 6. April 1937 in Maracaibo; † 1. Januar 2017) war ein venezolanischer Sänger, der als „El Gitano Maracucho“ bekannt war.
Morales begann seine musikalische Laufbahn 1953 als Sänger des Orchesters Garrido y sus Solistas. 1954 ging er nach Caracas und arbeitete dort bis 1958 mit Juanito Arteta und seinem Orchester zusammen. 1958 wechselte er zu Carlos Torres, und von 1959 bis 1960 war er Erster Sänger des Orchesters von Luis Alfonzo Larrain. Von 1961 bis 1964 gehörte er dem Orchester Los Hermanos Salanis an.
1964 holte ihn Billo Frómeta zu seinen Billo’s Caracas Boys, wo er u. a. mit Cheo García und José Luis Rodríguez González zusammenarbeitete und Titel wie Ni Se Compra, Ni Se Vende, Viva España, Rumores, Parece Mentira, El Tunante, Dámele Betún, Juanita Bonita, Qué Tienes Tú, Eva, La Rubia y la Trigueña und Somos sang.
1976 unternahm Morales eine erfolgreiche Konzerttournee als Solist durch die USA und trat u. a. in New York, Los Angeles, San Francisco und Miami auf. 1981 gründete er mit Luisín Landáez das Orchester La Nuestra, 1984 mit Cheo García La Gran Orquesta de Cheo y Memo. Dieses Orchester bestand bis zu Garcías Tod 1994. Danach arbeitete Morales erneut mit Billo Frómeta zusammen und gründete die Organización Musical Memo Morales, die von seinem ältesten Sohn Guillermo Morales geleitet wurde.